# Ботешти (Тимиш)
Ботешти (рум. Botești) насеље је у Румунији у округу Тимиш у општини Барна. Oпштина се налази на надморској висини од 198 m.

## Прошлост
Аустријски царски ревизор Ерлер је 1774. године констатовао да место припада Сарачком округу, Лугожког дистрикта. Становништво је било претежно влашко. Када је 1797. године пописан православни клир место је било парохијска филијала суседног места Журешти.

## Становништво
Према подацима из 2002. године у насељу је живело 98 становника, од којих су сви румунске националности.